# Олано, Абрахам
А́брахам Ола́но Манса́но (исп. Abraham Olano Manzano; род. 22 января 1970, Аноэта) — бывший испанский профессиональный шоссейный велогонщик, баскского происхождения. Чемпион мира в групповой и индивидуальной гонках, призёр Олимпийских игр.

## Любительская карьера
Олано начал заниматься велоспортом в 11 лет в велосипедной школе Oria. После нескольких побед в юниорских гонках Абрахам серьезно занимался трековым велоспортом, и даже стал чемпионом страны в командном преследовании, гите на километр и в спринте. На шоссе он выступал за ряд испанских команд, основной специализацией Абрахама в составе которых был спринт.

## Профессиональная карьера
В 1992 году Олано начал профессиональную карьеру в команде CHCS, которая быстро распалась, а испанец оказался в составе команды Lotus, за которую одержал первую профессиональную победу, выиграв в родной Стране басков Гран-при Villafranca de Ordizia.
В 1993 году Олано оказался в составе команды CLAS Cajastur, которая чуть позднее объединилась с Mapei. В её составе Абрахам стал выигрывать более значимые гонки, такие как Вуэльта Астурии. Кроме этого, в 1994 году он стал абсолютным чемпионом Испании, выиграв как индивидуальную, так и групповую гонку.
В 1995 году Олано выиграл три этапа Вуэльты, которую он закончил вторым, позади француза Лорана Жалабера. В октябре, на чемпионате мира в Колумбии, Олано завоевал серебро в гонке на время, уступив только соотечественнику Мигелю Индурайну, а в групповой гонке взял реванш, оставив Индураина вторым даже несмотря на то, что последние километры Абрахам преодолевал с проколом заднего колеса. Успешное выступление в этом сезоне принесло Олано неофициальный титул наследника Мигеля Индураина, который к тому времени был уже пятикратным чемпионом Тур де Франс.
В 1996 году, несмотря на проклятие радужной майки, Олано начал оправдывать выданные ему авансы: он выиграл Тур Романдии, финишировал третьим на Джиро, девятым на Туре, а также выиграл серебро в гонке на время на Олимпиаде, где Абрахама в очередной раз обошёл Индурайн.
В 1997 году испанец остановился в шаге от подиума Тура, став четвёртым, а ещё спустя год он смог покорить первый и единственный в карьере Гранд Тур. Благодаря отлично проведенным гонкам на время Олано выиграл испанскую Вуэльту. После этой победы Абрахам подтвердил свой статус сильнейшего раздельщика, выиграл золото на чемпионате мира в Нидерландах.
Последние профессиональные годы Олано провел в испанской команде ONCE. Его главным достижением в этот период стало второе место на Джиро в 2001 году. Кроме этого, на Олимпиаде в Сиднее Олано показал четвёртое место в разделке. После дисквалификации бронзового призёра — Лэнса Армстронга решается вопрос о передаче бронзовой награды Олано.

## Послеспортивная карьера
После завершения спортивной карьеры Олано долгое время был техническим директором Вуэльты, занимался разработкой маршрута испанской многодневки, но в 2013 году, после того, как в допинг-пробе Олано с Тур де Франс 1998 были обнаружены следы запрещенных препаратов он был уволен с занимаемой должности.
Помимо этого, ещё в 1994 году Олано имел проблемы с допингом: он был снят с Вуэльты Каталонии и получил трехмесячную дисквалификацию.

## Выступления на Гранд турах и чемпионатах мира
| Гонка               | 1992 | 1993 | 1994 | 1995 | 1996 | 1997 | 1998 | 1999 | 2000 | 2001 | 2002 |
| ------------------- | ---- | ---- | ---- | ---- | ---- | ---- | ---- | ---- | ---- | ---- | ---- |
| Джиро д’Италия      | -    | -    | -    | -    | 3    | -    | -    | -    | -    | 2    | -    |
| Тур де Франс        | -    | Сход | 30   | -    | 9    | 4    | Сход | 6    | 34   | -    | 78   |
| Вуэльта             | -    | -    | 20   | 2    | -    | Сход | 1    | Сход | 19   | 64   | -    |
| ЧМ, групповая гонка | -    | -    | Сход | 1    | Сход | -    | -    | -    | -    | -    | -    |
| ЧМ,гонка на время   |      |      | 5    | 2    | 8    | -    | 1    | -    | 5    | -    | -    |